# Santa Perpètua de Mogoda
Santa Perpètua de Mogoda és un municipi de Catalunya situat a la comarca del Vallès Occidental.

## Situació
Està situat en una plana travessada per la riera de Caldes, prop de la seva desembocadura al riu Besòs, a 17 km de Barcelona i a 7 km de Sabadell.

## Geografia
- Llista de topònims de Santa Perpètua de Mogoda (Orografia: muntanyes, serres, collades, indrets..; hidrografia: rius, fonts...; edificis: cases, masies, esglésies, etc).

## Història
El topònim prové de l'església de Santa Perpètua situada al lloc de Mogoda, que podria ser un antropònim germànic o de l'àrab al-muqata, «les parcel·les». En els fogatges del segle xv consta com Santa Perpètua de la Mogoda i al segle xvi com Santa Perpètua de Mogoda, de la vegueria de Barcelona. En els primers censos del segle xix es va registrar com a Santa Perpétua de Moguda. El 1933 es va canviar a Santa Perpètua de la Moguda, modificat el 1937 a Perpètua de Moguda en el context revolucionari contra l'hagiotoponímia. Durant el franquisme es va tornar al nom anterior fins al 1983.
A Can Filuà s'han trobat restes de pobladors pertanyents al Neolític, de 9.000 anys d'antiguitat.
Hi ha documents que esmenten la localitat des del segle x, encara que s'han trobat restes de cultura ibera, i també d'una masia romana. L'institut més important del poble es diu Ins. Estela Ibèrica per aquest motiu.
L'actual terme municipal de Santa Perpètua de Mogoda és el resultat de la unió dels pobles de Santa Maria l'Antiga i Santa Perpètua de Mogoda l'any 1847, fruit de la reordenació administrativa impulsada per l'administració central de l'Estat que va agregar aquells pobles de poca població als seus veïns més grans.
Tant a Santa Perpètua com a Santa Maria l'antiga es conserven importants restes de viles romanes.
A sobre de les pedres i la cultura romana va construir-se al llarg dels segles X-XII la Santa Perpètua medieval, el nucli de la qual és l'actual barriada de Mogoda, als peus de la riera de Caldes. Allà s'aixecà el castell de Mogoda.

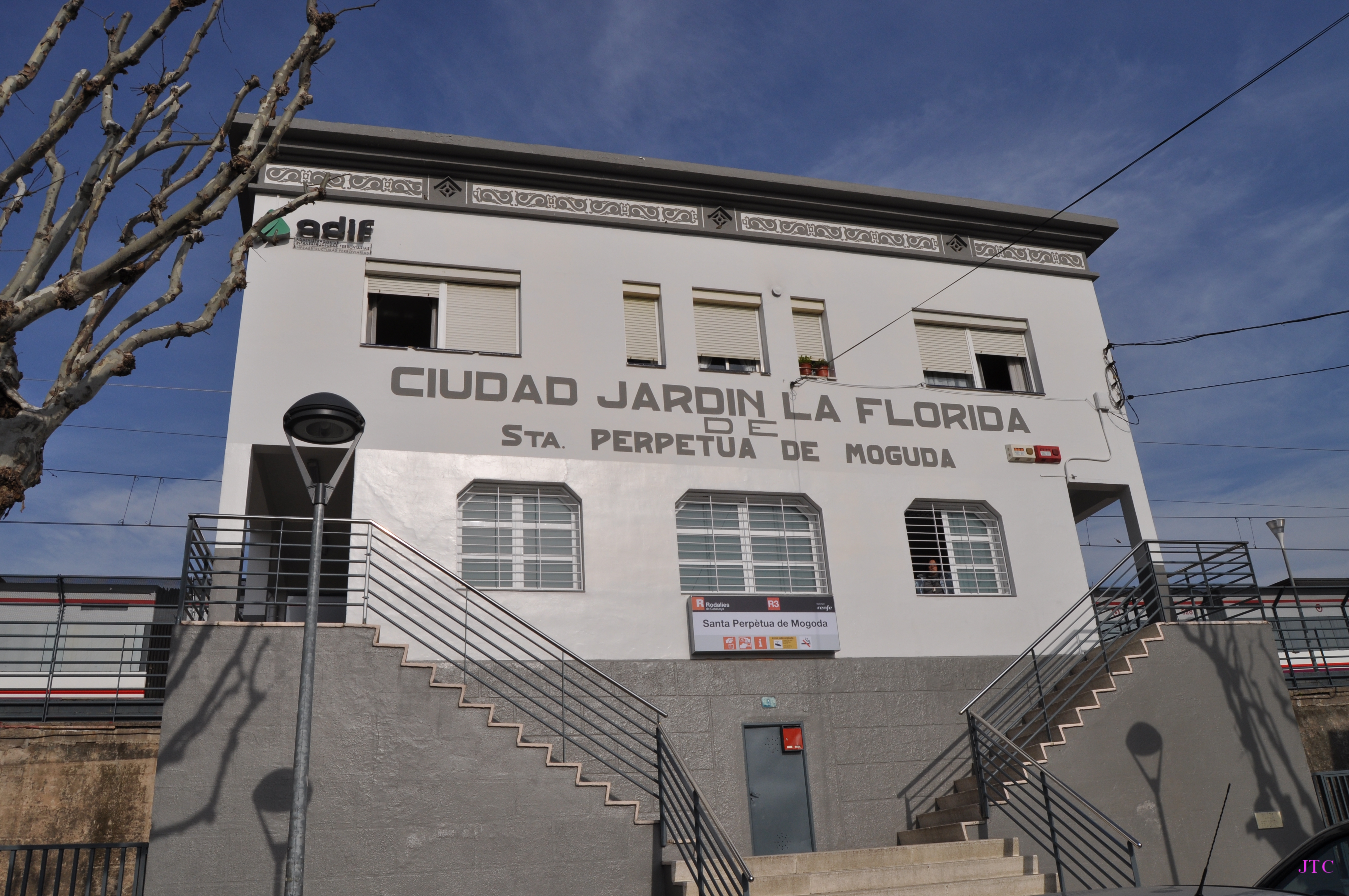
Estació de Santa Perpètua de Mogoda

La primera referència escrita de Mogoda data de l'any 990 i pel que fa a Santiga del 983. Des de llavors, al voltant de les sagreres de les esglésies de Santa Perpètua s'han desenvolupat els dos nuclis de població, amb més èxit pel que fa al de Santa Perpètua, ja que a partir del segle xviii crea al seu voltant una xarxa urbana, origen de l'actual nucli. Santiga, però, mantingué el seu aspecte definit per una plaça amb el safareig, el castell i les cases adossades dels treballadors i l'església, que encara avui en dia es pot observar. Durant el període medieval, nasqueren els més de 30 masos i masies localitzats al terme municipal.
Un dels fets històrics esdevinguts al terme és una batalla dins de la Guerra del Francès el 1810 esdevinguda entre Santa Perpètua i Mollet, que perderen els francesos.
El 1857, Claudi Aranyó i Aranyó (industrial barceloní i membre del Foment del Treball) instal·là un vapor tèxtil als afores del poble. Fou l'inici de l'establiment d'indústries a Santa Perpètua i del creixement urbà. El segle xx multiplicaria aquest fenomen en crear-se nous polígons industrials que provoquen un augment accelerat de població, molta d'ella d'origen immigrant, bàsicament espanyola. Al segle xxi continua la mateixa inèrcia, aquest cop amb immigrants de fora de l'estat espanyol.

## Llocs d'interès

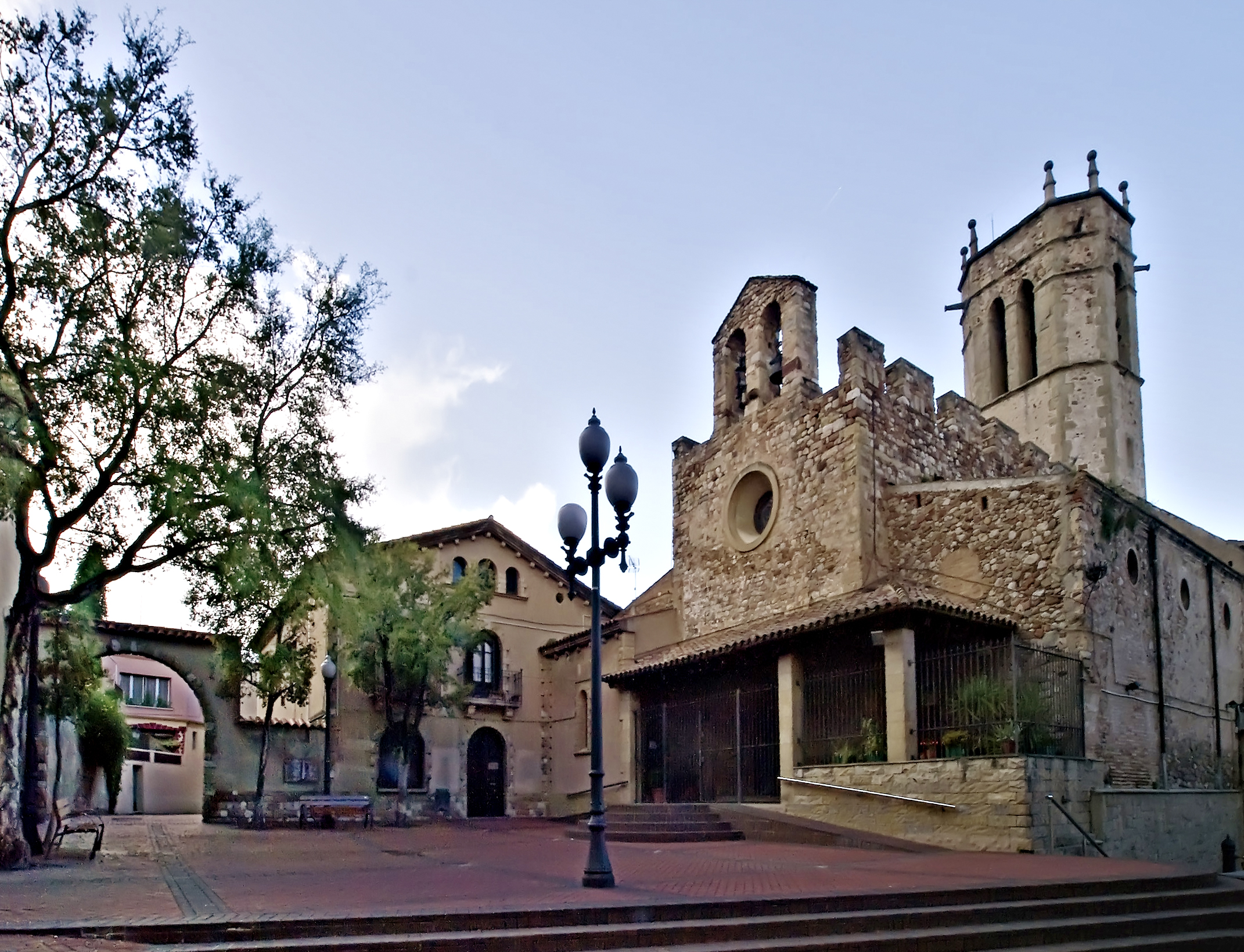
Església de Santa Perpètua

Són d'interès les masies de Ca n'Oller, Can Banús, Can Miralpeix i Can Sabau, la Granja Soldevila (Mas Granollacs) que és posterior, però emblemàtica de la localitat, i el castell de Mogoda, així com el museu municipal. A mitjans del segle xix s'instal·len les primeres fàbriques tèxtils del municipi: El Vapor Aranyó i Ca n'Andal. A més, es troba al municipi l'arbre conegut més gruixut de tot el Vallès Occidental: el Lledoner de Can Llobet.

## Economia
Tradicionalment agrícola, el creixement que ha tingut els darrers anys ha encaminat la seva economia cap a la indústria (50% de la població ocupada el 1996) i el comerç.

## Demografia
| Entitat de població      | Habitants (2024) |
| Santa Perpètua de Mogoda | 18.276           |
| la Florida               | 7.546            |
| Mogoda                   | 92               |
| Santiga                  | 22               |
| Font: Idescat            |                  |

| 1497 f | 1515 f | 1553 f | 1717 | 1787 | 1857  | 1877  | 1887  | 1900  | 1910  |
| ------ | ------ | ------ | ---- | ---- | ----- | ----- | ----- | ----- | ----- |
| 45     | 43     | 43     | 292  | 859  | 1.547 | 1.764 | 1.611 | 1.742 | 1.888 |

| 1920  | 1930  | 1940  | 1950  | 1960  | 1970  | 1981   | 1990   | 1992   | 1994   |
| ----- | ----- | ----- | ----- | ----- | ----- | ------ | ------ | ------ | ------ |
| 2.017 | 2.227 | 2.575 | 2.552 | 3.618 | 8.217 | 13.528 | 16.811 | 16.936 | 16.936 |

| 1996   | 1998   | 2000   | 2002   | 2004   | 2006   | 2008   | 2010   | 2012   | 2014   |
| ------ | ------ | ------ | ------ | ------ | ------ | ------ | ------ | ------ | ------ |
| 18.124 | 18.233 | 19.084 | 19.486 | 20.844 | 21.644 | 24.325 | 25.191 | 25.606 | 25.409 |

| 2016   | 2018   | 2020   | 2022   | 2024   | 2026 | 2028 | 2030 | 2032 | 2034 |
| ------ | ------ | ------ | ------ | ------ | ---- | ---- | ---- | ---- | ---- |
| 25.556 | 25.705 | 25.999 | 25.930 | 25.960 | -    | -    | -    | -    | -    |

## Administració
| Període      | Nom de l'alcalde/-essa | Partit polític         | Data de possessió |
| ------------ | ---------------------- | ---------------------- | ----------------- |
| 1979 - 1983  | Pere Bufí              | PSUC                   | 19/04/1979        |
| 1983 - 1987  | Pere Bufí              | PSUC                   | 28/05/1983        |
| 1987 - 1991  | Pere Bufí              | IC-V                   | 30/06/1987        |
| 1991 - 1995  | Pere Bufí              | IC-V                   | 15/06/1991        |
| 1995 - 1999  | Pere Bufí              | IC-V                   | 17/06/1995        |
| 1999 - 2003  | Pere Bufí              | IC-V                   | 03/07/1999        |
| 2003 - 2007  | Isabel Garcia Ripoll   | IC-V                   | 14/06/2003        |
| 2007 - 2011  | Manuel Ruíz Montero    | PSC                    | 16/06/2007        |
| 2011 - 2015  | Isabel Garcia Ripoll   | IC-V                   | 11/06/2011        |
| 2015 - 2019  | Isabel Garcia Ripoll   | IC-V                   | 13/06/2015        |
| 2019 - 2023  | Isabel Garcia Ripoll   | Santa Perpètua en Comú | 15/06/2019        |
| Des del 2023 | n/d                    | n/d                    | 17/06/2023        |

## Entitats
- Gegants de Santa Perpètua
- Diables Santa Perpètua
- Unificació Club Futbol
- Ball de Gitanes de Santa Perpètua